# Hans-Brüggemann-Schule Bordesholm
Die Hans-Brüggemann-Schule Bordesholm ist eine Gemeinschaftsschule mit Oberstufe des Schulverbandes Bordesholm und wurde 1922 gegründet.

## Geschichte

### Ab 1921
Im Jahre 1921 fand eine Gründungsversammlung im „Landhaus“ Bordesholm statt. Das holsteinische Amt, später die Kreisverwaltung, erkannte, dass sie eine weiterführende Schule benötigen. An Ostern 1922 erfolgte eine Einrichtung einer 1. Klasse mit 25 Jungen und 24 Mädchen. Aufgrund der finanziellen Krise im Land scheiterte aber die Gründung eines Mittelschulzweckverbandes. Der erste Rektor, Theodor Lage, leitete in Personalunion die hiesige Volks-, Berufs- und Mittelschule. Am 2. Mai 1927 wurde die vollausgebaute Mittelschule durch einen Ministererlass anerkannt. Johannes Paulsen über nimmt im Jahr 1934 die Position des Rektors mit 77 Lernenden an der Schule.

### Kriegsjahre
Die Hans-Brüggemann-Schule wurde zur Zeit des Zweiten Weltkrieges als Lazarett verwendet; damals war sie allerdings noch dort, wo sich die heutige Lindenschule befindet.
Vor der Schule wurden damals, wie in kleineren Dörfern üblich, je zwei Fahnenmasten gebaut, jeweils einer für die Reichsflagge und die Hakenkreuzflagge. Die Schulkinder mussten Sammlungen vielfacher Art durchführen und es wurde sogar eine Seidenraupenzucht betrieben.
Durch die Kinderlandverschickung stiegen die Schülerzahlen stark an – von 241 im Jahr 1941 auf 969 im Jahr 1945, was den Schulträger vor einige Probleme stellte.

### Nachkrieg bis 2000
Auch nach dem Krieg riss der Zustrom bis ins Schuljahr 1949/50 nicht ab; in diesem Jahr unterrichteten 36 Lehrkräfte 1750 Lernende in 42 Klassen. Im Frühjahr 1954 erfolgte dann die Grundsteinlegung für die neue Volksschule. Dieser Neubau erfolgte am Langenheisch und wurde am 2. Juli 1959 durch den damaligen Bürgermeister Ahrens, den Landrat Jacobsen und den Rektor von Essen eingeweiht.
Im Jahr 1964 wurde die Schule am Langenheisch nach dem Bildhauer und Bildschnitzer Hans Brüggemann in „Hans-Brüggemann-Schule“ umbenannt.
Die Schülerzahlen gingen im Laufe der Jahre zurück, so dass später sogar für einige Jahre Räumlichkeiten der Sonderschule und der Kreisberufsschule Rendsburg angeboten werden konnten. 1975 wurde der Schulverband Bordesholm gegründet; nun konnten Kinder des gesamten Umlands dessen Schulen besuchen.

## Die HBS heute
Im Jahr 2009 verschmolzen im Zuge der landesweiten Schulreform die Haupt- und die Realschule zu einer Gemeinschaftsschule.
Die Hans-Brüggemann-Schule ist heute eine Gemeinschaftsschule mit Oberstufe, welche so seit 2013 existiert. Heute besuchen sie ca. 840 Lernende; im Jahre 2000 waren es 312. Die Anzahl der Lehrkräfte vervierfachte sich beinahe von 23 im Jahre 2000 auf mehr als 80 heute. Die Schulleiterin ist Ute Freund. Die Schule ist eine offene Ganztagsschule, so dass allen Lernenden ein halbjährlich wechselndes freiwilliges und in der Regel kostenfreies Kursangebot zur Verfügung steht. Eine Mensa mit angeschlossenem Kommunikationszentrum ist ebenfalls vorhanden.
In der 7. Jahrgangsstufe kann man im Wahlpflichtunterricht zwischen den Fächern Technik, Französisch, Spanisch, Darstellen und Gestalten sowie Bewegung und Gesundheit wählen. Im 9. Jahrgang erweitert sich das Fachangebot noch um Spanisch, Ästhetik und Medienscouts.

## Partnerschaften
Die HBS ist in einer Schulpartnerschaft mit der Vidusskola Schule aus Kekava, Lettland, mit der man z. B. 2018 das 25-jährige Jubiläum dieser Partnerschaft feierte. Ebenso seit vielen Jahren pflegt die HBS ein Austauschprogramm mit Frankreich.
Seit der Planung der Oberstufe ist die Christian-Albrechts-Universität zu Kiel Kooperationspartner der HBS.

## Siegel und Netzwerke
Seit August 2021 ist die HBS Inhaber des Berufswahlsiegels des Landes Schleswig-Holstein. Erwähnenswert ist hierbei z. B. die Berufsberatung für Lernende direkt im „eigenen Hause“.
Im Netzwerk Schule ohne Rassismus – Schule mit Courage ist die HBS seit dem Schuljahr 2011/12 vertreten und führen in diesem Zuge alljährliche Aktionen durch.
Alle zwei Jahre wird an der HBS die Bordesholmer Berufs- und Bildungsmesse (=BoBB) durchgeführt.

## Nachhaltigkeit
Gemeinsam mit den Lernenden werden immer wieder verschiedenen Projekte zum Thema Nachhaltigkeit geplant und umgesetzt. Zum Beispiel beteiligt sich die HBS beim „Insektenreich-SH“.
Auch das EUKI-Projekt mit seinen diversen Aktionen, wie zum Beispiel den „Energiespar-Detektiven“ oder einer Baumpflanz-Aktion sind hier zu erwähnen.
Darüber hinaus verfügt die  Hans-Brüggemann-Schule Bordesholm über eine Photovoltaikanlage und zwei Ladepunkte für Elektrofahrzeuge.